# HD 20794 d
HD 20794 d est une exoplanète orbitant autour de l'étoile HD 20794, elle a été découverte en 2011.
Cette super-Terre, qui serait de composition rocheuse, est 5,82 fois plus massive que la Terre. Elle orbite dans la zone habitable de son étoile. Cependant elle possède un orbite assez excentrique, (bien plus que celle de notre planète par exemple) et de ce fait n'est pas tout le temps dans cette zone ; elle y rentre et elle y sort en fonction de sa place sur son orbite. Cela pose la question de l'hypothèse de l'eau à sa surface qui pourrait, si elle existe, ne pas être liquide en permanence,.